# Vans Warped Tour Compilation 2005
Vans Warped Tour Compilation 2005 es la décima entrega de la saga de recopilaciones del Warped Tour. Side One Dummy vuelve a firmar esta edición de 2005.

## Listado de canciones

### Disco 1
1. MxPx - "The Darkest Places"
2. Dropkick Murphys - "Sunshine Highway"
3. The Offspring - "Beheaded"
4. Fall Out Boy - "Saturday"
5. Hot Water Music - "Poison "
6. The Academy Is... - "Checkmarks"
7. Gogol Bordello - "Start Wearing Purple"
8. Street Dogs - "You Alone"
9. Atreyu - "Bleeding Mascara"
10. Rufio - "Out of Control"
11. Underoath - "It's Dangerous Business Walking out Your Front Door"
12. Hopesfall - "The Ones"
13. From First to Last - "Note to Self"
14. Amber Pacific - "Gone So Young"
15. No Use for a Name - "For Fiona"
16. Boys Night Out - "Composing"
17. Plain White T's - "Take Me Away"
18. The Unseen - "Weapons of Mass Deception"
19. A Wilhelm Scream - "Me vs. Morrissey in the Pretentious Contest (The Ladder Match)"
20. Underminded - "It's Kinda Like a Bodybag"
21. Nural - "Tension"
22. Mae - "Suspension"
23. Zao - "The Rising End (The First Prophecy)"
24. Greeley Estates - "Don't Look Away"
25. Big D and the Kids Table - "You Lost, You're Crazy"

### Disco 2
1. Pennywise - "Yell Out"
2. Flogging Molly - "Selfish Man" (live)
3. Strike Anywhere - "To the World"
4. Hawthorne Heights - "Ohio Is for Lovers"
5. Millencolin - "Ray"
6. Bleeding Through - "Love Lost in a Hail of Gunfire"
7. Halifax - "Sydney"
8. Armor for Sleep - "Car Underwater"
9. Bedouin Soundclash - "Gyasi Went Home"
10. Motion City Soundtrack - "Make Out Kids"
11. Bleed the Dream - "Just Like I Remember"
12. Death by Stereo - "Entombed We Collide"
13. Silverstein - "Smashed Into Pieces"
14. Gatsbys American Dream - "Theatre"
15. Roses Are Red - "White and Gold"
16. Youth Group - "Skeleton Jar"
17. Go Betty Go - "Saturday"
18. Left Alone - "By My Side"
19. Strung Out - "Analog"
20. The Matches - "Dog-Eared Page"
21. Hidden in Plain View - "Ashes, Ashes"
22. Name Taken - "Hold on for Your Dearest Life"
23. Tsunami Bomb - "Being Alright"
24. The Phenomenauts - "Mission"
25. Gym Class Heroes - "Taxi Driver"

- Datos: Q4018248